# Любиме (Устинівський район)
Любиме — колишнє село в Україні, підпорядковувалося Криничненській сільській раді Устинівського району Кіровоградської області.
Виключене з облікових даних рішенням Кіровоградської обласної ради від 22 вересня 2004 року.